# Demetoxicurcumina
Desmethoxycurcumina es un curcuminoide que se encuentra en la cúrcuma.